# Lycorma
Lycorma es un género de insectos de la familia Fulgoridae: subfamilia Aphaeninae. Se los encuentra en Asia.
La especie Lycorma delicatula, originaria de Asia, ha sido introducida accidentalmente en Norteamérica. Fue detectada por primera vez en 2014 y se está difundiendo rápidamente y convirtiendo en plaga.

## Especies
Hay 45 especies. El Catalogue of Life enumera las siguientes:
- Lycorma delicatula (White, 1845) (especie invasora)
- Lycorma imperialis (White, 1845) (especie tipo)
- Lycorma jole
- Lycorma meliae Kato, 1929
- Lycorma olivacea Kato, 1929
- Lycorma punicea